# Reederei Jörg Köpping
Die Reederei Jörg Köpping (Koepping Shipping Company) ist eine deutsche Reederei mit Sitz in Schülp im Kreis Rendsburg-Eckernförde.

## Geschichte
Nach mehrjähriger Tätigkeit als Offizier und Kapitän bei deutschen Reedereien gründete 1984 Jörg Köpping mit seinem ersten gebraucht erworbenen Containerschiff, nach seiner Heimatstadt Rendsburg benannt, die Reederei Jörg Köpping.
Köpping erweiterte die Reederei in den folgenden Jahren mit gebrauchten und neugebauten Frachtschiffen. Bislang hat er zwölf Schiffe erworben, wovon einige wieder verkauft wurden.
Die Reederei und ihre Schiffe sind seit 1998 für die Einhaltung des ISM-Codes (International Management Code for the Safe Operation of Ships and for Pollution Prevention, ein Regelwerk zur Organisation eines sicheren Schiffsbetriebs) des Germanischen Lloyd zertifiziert.

## Flotte

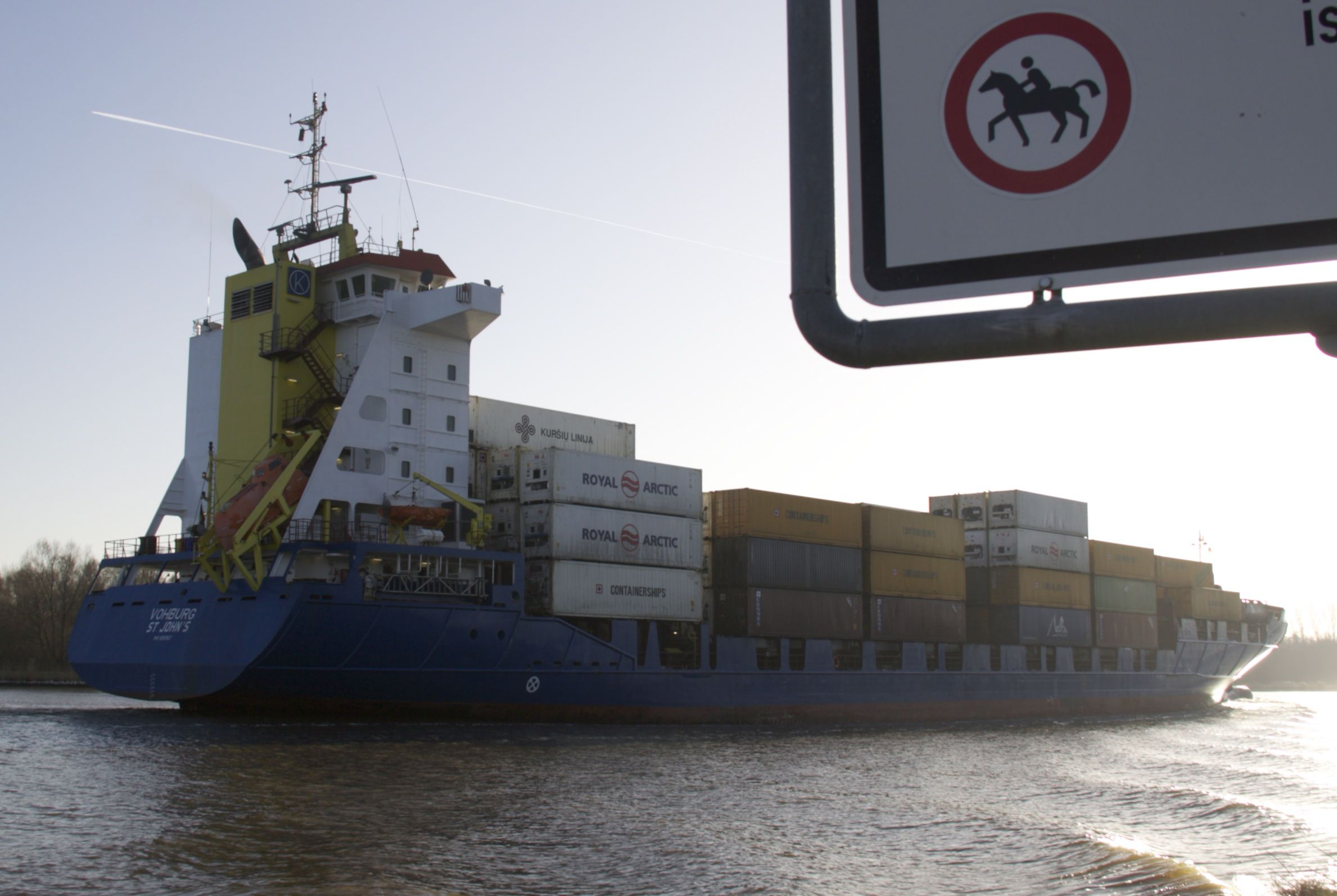
Die Vohburg am 2. Februar 2014 im Nord-Ostsee-Kanal

Die Flotte der Reederei bestand im März 2013 aus elf Schiffen, die weltweit im Einsatz waren. Im August 2014 bestand die Flotte aus zehn eigenen Schiffen.
- Vohburg, Zellen-Containerfrachter,  Antigua und Barbuda, 2005 von Damen Shipyards gebaut[2]
- Neuburg, Zellen-Containerfrachter,  Antigua und Barbuda, 2004 von der Damen-Werft gebaut[3]
- Geest Trader, Containerfrachter,  Antigua und Barbuda, 1995 von Elbewerft Boizenburg als Limburg gebaut, Bau-Nr. 227, Stapellauf: 19. Mai 1995; Ablieferung: 15. September 1995[4] 1997 in Geest Trader umbenannt – bis 2014
- Marburg, Containerfrachter, 1995 von Elbewerft Boizenburg als Limburg gebaut, Bau-Nr. 228, ab 1997 Geest Merchant[5][6] bis 2007, dann Caribe Mariner, Hyde Shipping – Medley FL, USA.
- Lantau Bay, Zellen-Containerfrachter für Gefahrgut,  Antigua und Barbuda, 2007 von Dae Sun Shipbuilding & Engineering Co. in Pusan, Korea, gebaut[7]
- Lantau Beach, Zellen-Containerfrachter für Gefahrgut,  Antigua und Barbuda, 2007 von Dae Sun Shipbuilding & Engineering Co. in Pusan, Korea, gebaut[8]
- Lantau Breeze, Zellen-Containerfrachter für Gefahrgut,  Antigua und Barbuda, 2008 von Dae Sun Shipbuilding & Engineering Co. in Pusan, Korea, gebaut[9]
- Lantau Bridge, Zellen-Containerfrachter für Gefahrgut,  Antigua und Barbuda, 2008 von Dae Sun Shipbuilding & Engineering Co. in Pusan, Korea, gebaut[10]
- Lantau Bride, Zellen-Containerfrachter für Gefahrgut,  Antigua und Barbuda, 2008 von Dae Sun Shipbuilding & Engineering Co. in Pusan, Korea, gebaut[11]
- Lantau Bee, Zellen-Containerfrachter für Gefahrgut,  Antigua und Barbuda, 2008 von Dae Sun Shipbuilding & Engineering Co. in Pusan, Korea, gebaut[12]
- Lantau Ace, gebaut als Aglaia, Zellen-Containerfrachter,  Marshallinseln, 2001 von Hanjin Heavy Industries & Construction Co. Ltd., Südkorea, gebaut[13][14]
- Lantau Arrow, gebaut als Bosko Rickmers, danach Amalthea, Zellen-Containerfrachter für Gefahrgut,  Marshallinseln, 2001 von Hanjin Heavy Industries Co. Ltd., Südkorea, gebaut[15]

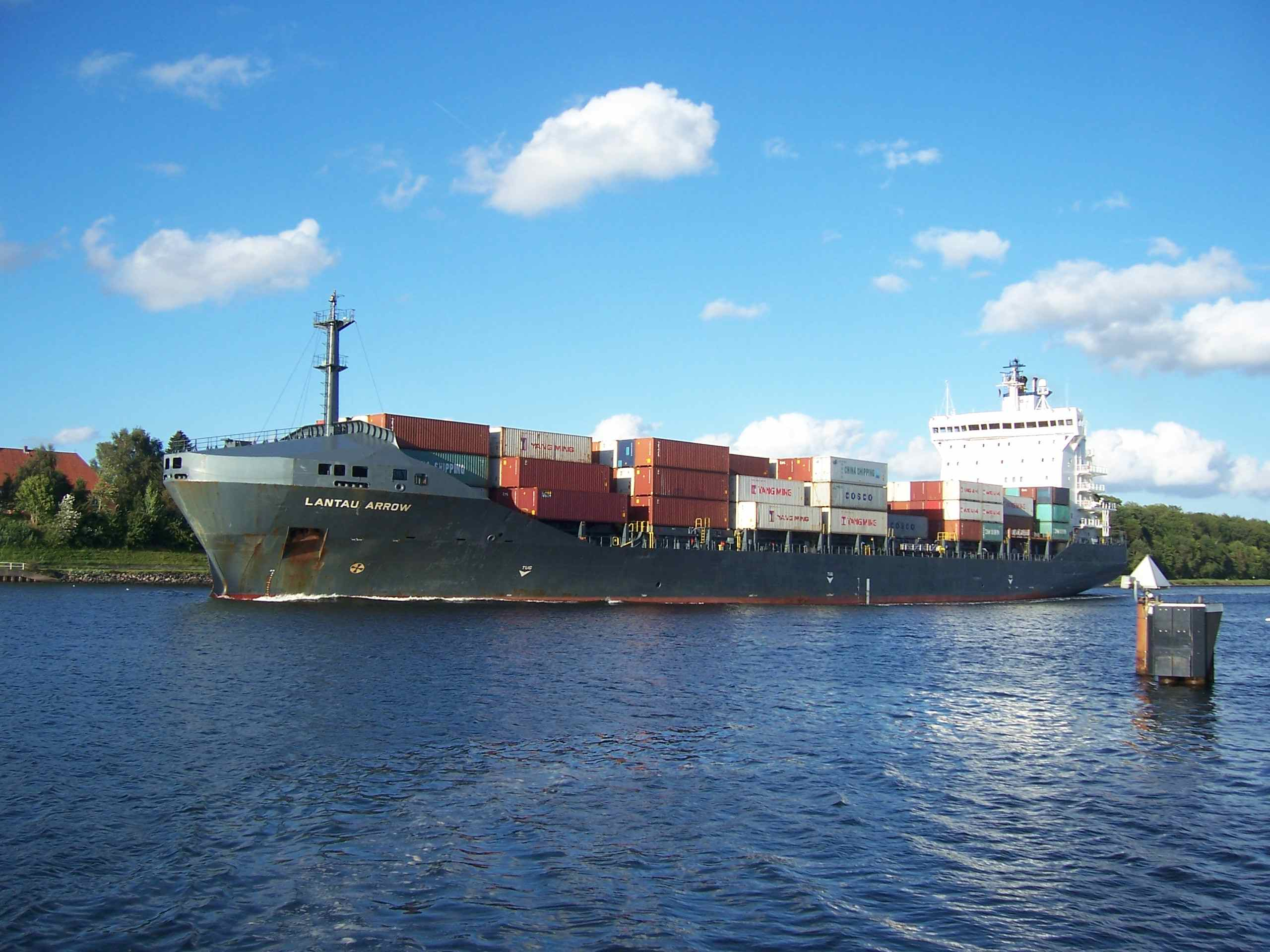
Die Lantau Arrow am 1. September 2016 im Nord-Ostsee-Kanal

Zusätzlich werden von der Reederei folgende Schiffe, die nicht in ihrem Eigentum sind, koordiniert:
- Susan Borchard, Zellen-Containerfrachter,  Antigua und Barbuda, 2010 von der Damen-Werft gebaut[16]
- Miriam Borchard, Zellen-Containerfrachter,  Antigua und Barbuda, 2010 von der Damen-Werft gebaut[17]
- Ruth Borchard, Zellen-Containerfrachter für Gefahrgut,  Antigua und Barbuda, 2000 von Hanjin Heavy Industries Co. Ltd., Südkorea, gebaut[18]
- Charlotte Borchard, Zellen-Containerfrachter für Gefahrgut,  Antigua und Barbuda, 2000 von Hanjin Heavy Industries Co. Ltd., Südkorea, gebaut[19]
- Rachel Borchard, Zellen-Containerfrachter für Gefahrgut,  Antigua und Barbuda, 2000 von Hanjin Heavy Industries Co. Ltd., Südkorea, gebaut[20]

## Slow Steaming
Die Maschinenanlagen mehrerer Schiffe der Reederei sind für den Betrieb Slow steaming ausgerüstet. Als erstes Schiff wurde 2009 die Lantau Ace umgebaut.